# Monster Allergy (stripreeks)
Monster Allergy is een Italiaanse stripreeks.

## Inhoud
In het dorpje Oldmill Village nabij de stad Bigburg woont Zick. Hij woont daar samen met zijn moeder en heeft veel allergieën. Zick is ook nogal op zichzelf. Wanneer het meisje Elena Aardappel naast hem komt wonen, raakt hij bevriend met haar. Zick is echter een temmer. Er leven namelijk monsters in de wereld die onzichtbaar zijn voor gewone mensen. Zick heeft als temmer bepaalde krachten waarmee hij die monsters kan zien en bevechten.

## Personages
Hieronder volgen een aantal van de belangrijkste personages.
- Zick, een jonge en krachtige monstertemmer
- Elena, het buurmeisje en een vriendin van Zick
- Fabian, de mentor van Zick en de overige monsters in de Detentie-oase
- Magnakat, een monster en de voornaamste antagonist in de serie
- Ella, de moeder van Zick

## Publicatiegeschiedenis
In 1996 begon The Walt Disney Company Italy met de strips Paperinik New Adventures, waarin afgeweken werd van de traditionele Disneystrips met antropomorfe dieren. Ook werd er geëxperimenteerd met de strips. Daarnaast werkte de hele redactie van het tijdschrift aan de strips die erin verschenen, zoals W.I.T.C.H. en Sky Doll. Het is namelijk gebruikelijker dat de strips verdeeld worden over verschillende auteurs. Door problemen tussen W.I.T.C.H. en Winx Club werkte de redactie aan deze stripreeks. Zo verschenen er vervolgens tussen oktober 2003 en februari 2006 29 albums in het Italiaans.
Er verscheen 1 album in het Nederlands, bij de uitgeverij Soleil. Soleil gaf ook het album in het Frans uit. Er verschenen hierna echter geen Nederlandstalige albums meer bij Soleil, maar in het Frans verschenen de eerste 20 albums.
In 2011 en 2012 gaf Le Lombard echter nog 3 nieuwe albums uit in het Frans. De reeks verscheen daar als Monster Allergy Next Gen. In die 3 albums verschenen nr.21 tot 29.
In 2015 verscheen er een dertigste verhaal.

## Albums
Hieronder volgt een lijst van albums.
1. La casa dei mostri
2. La piramide degli invulnerabili
3. Il mistero di mister Magnacat
4. La città sospesa
5. Il tutore stellato
6. Arriva Charlie Schuster
7. Mostri in scatola
8. Il rifugiatore di mostri
9. Il ritorno di Zob
10. Dentro L'Albero Cavo
11. L'Anguana di Er
12. L'altro domatore
13. Maschera di Fuoco
14. Di nuovo Insieme
15. L'Antica Armeria
16. Tempesta all'orizzonte
17. L'ultimo Cardine
18. I Mostri Perduti
19. La grande evasione
20. Funghi e Castagne
21. Una gita a Kamaludu-si
22. Le due Sorelle
23. La forma dell'Ombra
24. Il Circo di Sinistro
25. Gli invasori
26. La Caduta di Casa Barrymore
27. L'occhio di Maggoth
28. La centounesima Porta
29. Solo per Elena
30. Il Cimitero dei domatori[8]

## Bewerkingen

### Computerspel (2006)
Er verscheen ook een computerspel gebaseerd op deze stripreeks. Het spel Monster Allergy verscheen in 2006.

### Ruilkaartspel
In 2007 werd er een ruilkaartspel gemaakt door de Upper Deck Company.

### Televisieserie (2006-2008)
Monster Allergy is een Franse animatieserie gebaseerd op deze stripreeks.

### Musical
In 2016 verscheen er in Italië een musical gebaseerd op deze stripreeks.